# McTaggart (Saskatchewan)
McTaggart es un pueblo canadiense situado en la provincia de Saskatchewan.

## Superficie
McTaggart tiene una superficie de 0,75 km².

## Demografía
En 2021, tenía 125 habitantes, una densidad poblacional de 166,9 hab./km², y 44 viviendas.